# Wakō

Wakō (和光市 Wakō-shi?) este un municipiu din Japonia, prefectura Saitama.